# 奧庫湖
奧庫湖（Lac Oku）是喀麥隆的火山口湖，位於該國西北省的阿達馬瓦高原，海拔高度2,219米，湖泊四周被雲霧森林圍繞，該湖是許多當地居民流傳的神話主題。
6°11′34″N 10°27′14″E / 6.19278°N 10.45389°E